# Bistum San Pedro
Das Bistum San Pedro (lateinisch: Dioecesis Sancti Petri Apostoli, spanisch: Diócesis de San Pedro) ist eine in Paraguay gelegene römisch-katholische Diözese mit Sitz in San Pedro de Ycuamandiyú.

## Geschichte
Das Bistum San Pedro wurde am 5. Juni 1978 durch Papst Paul VI. aus Gebietsabtretungen des Bistums Concepción (Paraguay) errichtet und dem Erzbistum Asunción als Suffraganbistum unterstellt.

## Bischöfe von San Pedro
- Oscar Páez Garcete, 1978–1993, dann Bischof von Alto Paraná
- Fernando Lugo SVD, 1994–2005
- Adalberto Martínez Flores, 2007–2012
- Pierre Jubinville CSSp, seit 2013

## Weblinks

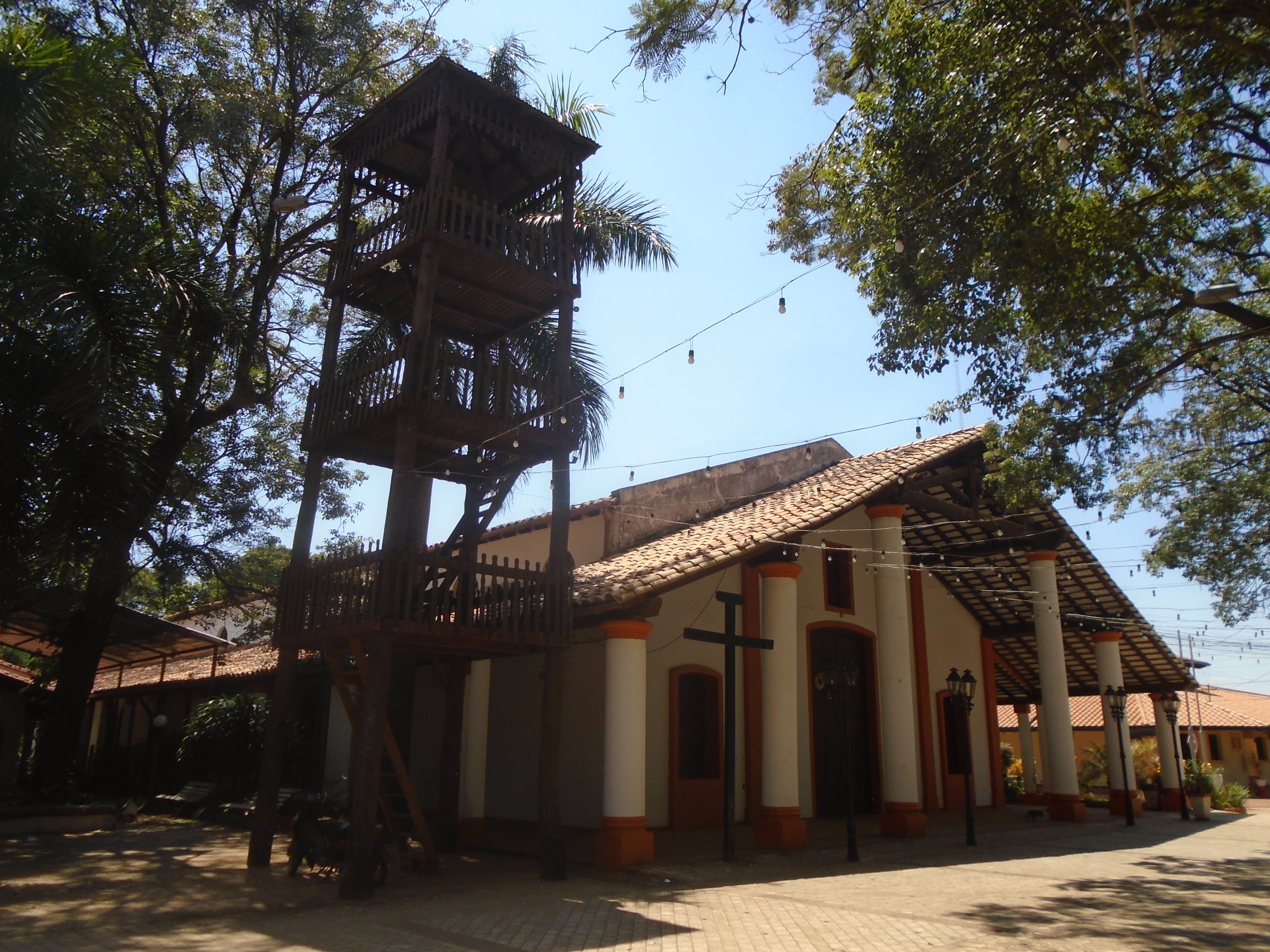
San Pedro Apóstol